# Peter M. Schneider (Genetiker)

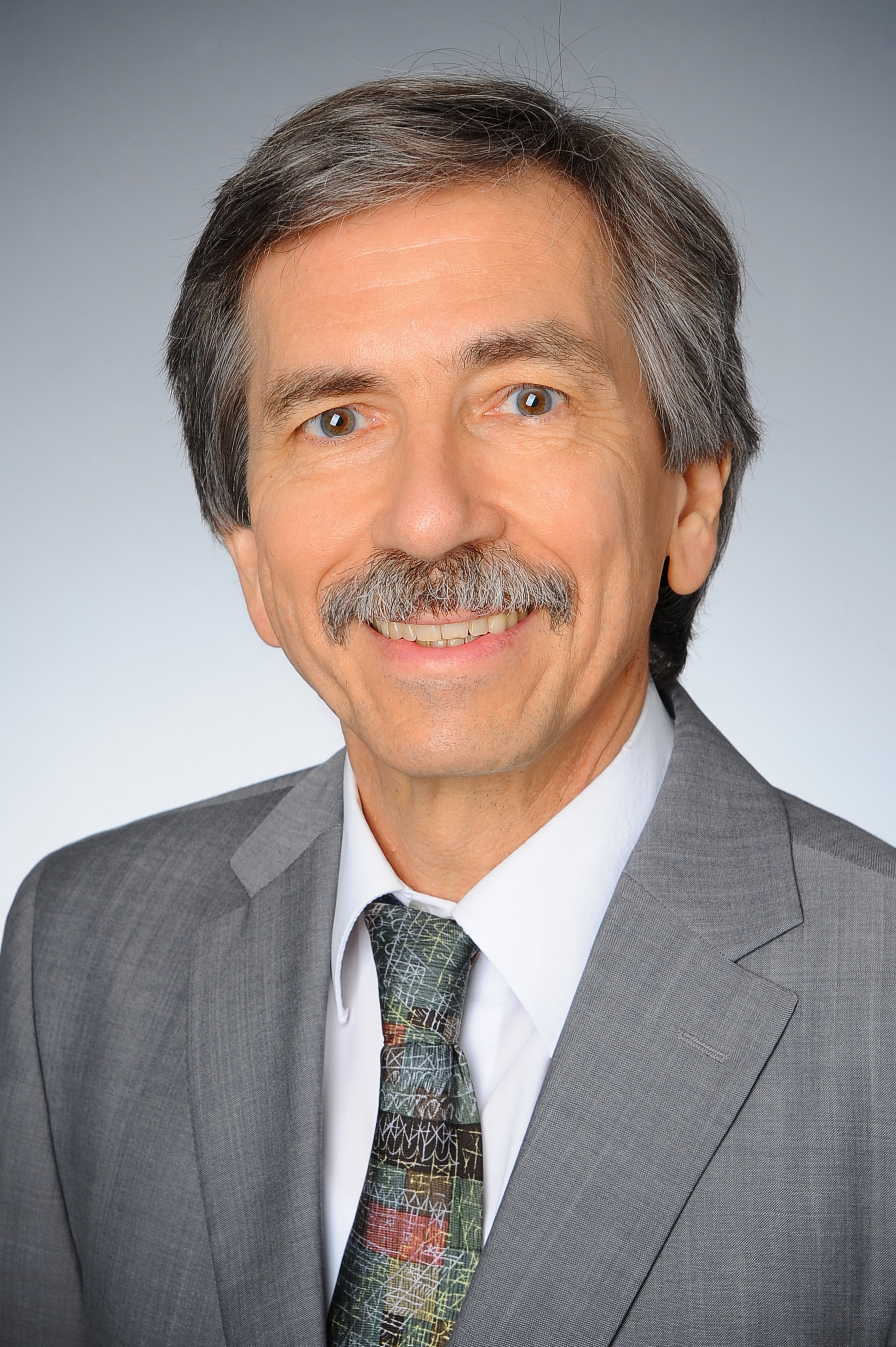
Peter M. Schneider (2017)

Peter Matthias Schneider (* 31. Mai 1955 in Berlin; † 8. September 2022) war ein deutscher forensischer Molekulargenetiker und Biologe. Er war Professor am Institut für Rechtsmedizin der Universität zu Köln und leitete dort bis zu seiner Emeritierung den Bereich für Forensische Molekulargenetik.

## Werdegang
Schneider studierte bis 1983 Biologie an der Universität Bonn. Nach einem Forschungsaufenthalt von 1984 bis 1986 am Children’s Hospital der Harvard Medical School in Boston wurde er 1987 zum Dr. rer. nat. an der Universität Mainz promoviert. Am Mainzer Institut für Rechtsmedizin arbeitete er bei Christian Rittner zunächst als wissenschaftlicher Mitarbeiter und nach seiner Habilitation im Fach Immunologie im Jahre 1996 als Privatdozent und außerplanmäßiger Professor. 2004 wurde er als Universitäts-Professor (C3) an das Institut für Rechtsmedizin in Köln berufen. 2021 wurde er emeritiert.

## Wirken
Schneider widmete sein wissenschaftliches Interesse der Weiterentwicklung moderner DNA-analytischer Verfahren in der Abstammungsbegutachtung und der forensischen Genetik bei biologischen Tatortspuren. Er leitete mehrere internationale EU-geförderte Forschungsprojekte als Koordinator, so das vom 5. Forschungsrahmenprogramm geförderte Projekt High Throughput Analysis of Single Nucleotide Polymorphisms for the Identification of Persons – SNPforID von 2002–2005 und das vom 7. Rahmenprogramm geförderte European Forensic Genetics Network of Excellence – EUROFORGEN-NoE von 2012–2016. Bis zu seinem Tod leitete Schneider ein Teilprojekt im VISible Attributes Through GEnomics -- VISAGE Konsortium, das von der EU durch Horizont 2020 gefördert wird und neue genetische Analyseverfahren zur Vorhersage äußerer Körpermerkmale, der biogeographischen Herkunft und des Alters mittels massiver Parallelsequenzierung entwickelt.
Seit 2016 hat sich Schneider intensiv mit wissenschaftlichen und rechtlichen Fragen im Zusammenhang mit einer möglichen Einführung der DNA-Phänotypisierung in Deutschland beschäftigt. Er hat sich sehr aktiv an der fachlichen und öffentlichen Diskussion beteiligt.
2006 erhielt Schneider den Konrad-Händel-Stiftungspreis für seine hervorragenden wissenschaftlichen Leistungen und seine Verdienste im Bereich der Rechtspflege.

## Gremien und Ehrenämter
- Seit 1989: Gründungsmitglied der European DNA Profiling (EDNAP) Group zur Harmonisierung der forensischen DNA-Analyse in Europa[14]
- Seit 2000: Mitarbeit im Vorstand der International Society for Forensic Genetics (ISFG)[15]
- Seit 2000: Mitarbeit in der Spurenkommission und seit 2010 deren Vorsitzender[16]
- 2004–2007: Präsident der ISFG[15]
- Seit 2007: Mitherausgeber (associate editor) der wissenschaftlichen Fachzeitschrift Forensic Science International: Genetics[17]
- 2008–2011: Vizepräsident der ISFG[15]
- 2009–2019: Präsident der Deutschen Gesellschaft für Abstammungsbegutachtung (DGAB)[18]
- Seit 2009: Vorsitzender der Kommission zur Feststellung der Qualifikation von Abstammungsgutachtern (KFQA)[19]
- 2009–2018: Mitglied der Gendiagnostik-Kommission[20] beim Robert Koch-Institut
- Seit 2014: Schriftführer der ISFG[21]

## Publikationen (Auswahl)
- mit Rolf Fimmers et al.: Allgemeine Empfehlungen der Spurenkommission zur Bewertung von DNA-Mischspuren. In: Rechtsmedizin. Band 16, 2006, S. 401–404 doi:10.1007/s00194-006-0411-1.
- mit Manfred Kayser: DNA-based prediction of human externally visible characteristics in forensics: Motivations, scientific challenges, and ethical considerations. In: Forensic Science International: Genetics. Band 3, 2009, S. 154–161 doi:10.1016/j.fsigen.2009.01.012.
- Forensische Molekulargenetik. In: Burkhard Madea (Hrsg.): Rechtsmedizin: Befunderhebung, Rekonstruktion, Begutachtung. Springer, Berlin/Heidelberg 2015, ISBN 978-3-662-43499-4, S. 786–834.[22]
- mit Barbara Prainsack und Manfred Kayser: Erweiterte forensische DNA-Analyse zur Vorhersage von Aussehen und biogeografischer Herkunft. In: Deutsches Ärzteblatt International. Band 116, Nr. 51–52, 2019, S. 873–880, doi:10.3238/arztebl.2019.0873; Deutschsprachige Fassung.